# نمر (الجازر)
نمر منطقة سكنية تقع في ولاية الجازر، التابعة لمحافظة الوسطى في سلطنة عمان. يقدر عدد سكانها بـ 3696 نسمة حسب إحصاء عام 2010 التابع للمركز الوطني للإحصاء والمعلومات الحكومي. رمز المنطقة هو 110440700.

## الوصلات الخارجية
- المركز الوطني للإحصاء والمعلومات، سلطنة عمان